# Neuseeländer Spinat
Der Neuseeländer Spinat (Tetragonia tetragonoides) ist eine Pflanzenart aus der Gattung Tetragonia innerhalb der Familie der Mittagsblumengewächse (Aizoaceae). Der auch in Australien vorkommende Spinat wird dort auch Botany Bay greens, Warrigal greens und native spinach genannt. Der botanische Gattungsname Tetragonia und das Artepitheton tetragonoides leiten sich von den griechischen Worten „τέτρα“ (tetra) für vier und „γωνία“ (gonía) für Knie, Ecke oder Winkel ab und verweisen auf die vierflügeligen Früchte.

## Beschreibung

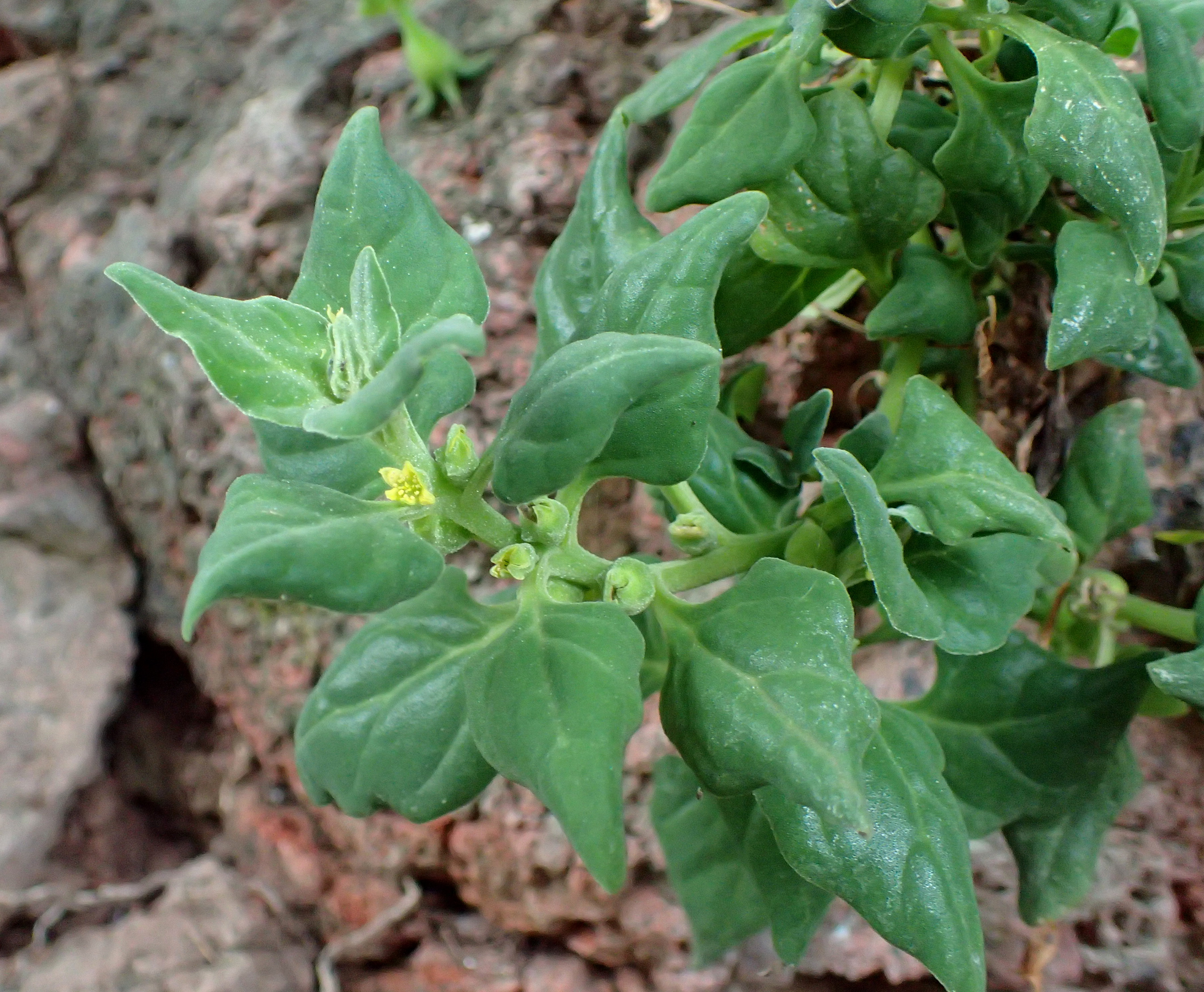
Neuseeländer Spinat (Tetragonia tetragonoides)

Der Neuseeländer Spinat wächst als einjährige krautige Pflanze. Durch Ausläufer kann der Neuseeländer Spinat je nach Umgebung einen Teppich bilden, herabhängen oder durch die vorhandene Vegetation klettern. Er ist wie andere Arten der Eisblumengewächse an Blättern und Stängel mit kleinen, flüssigkeitsgefüllten Bläschen bedeckt, die wie Eiskristalle glitzern. Die hellgrünen, dreieckigen Laubblätter sind 3 bis 15 Zentimeter lang.
Die kleinen Blüten sind gelb. Die Blütezeit liegt im August bis Dezember. Die holzigen Früchte sind vierflügelig und enthalten zahlreiche Samen.

## Ökologie
Bei Tetragonia tetragonoides handelt es sich um einen Therophyten und einen Halophyten.
Die Ausbreitung der Samen erfolgt durch Wind und Wasser.

## Vorkommen

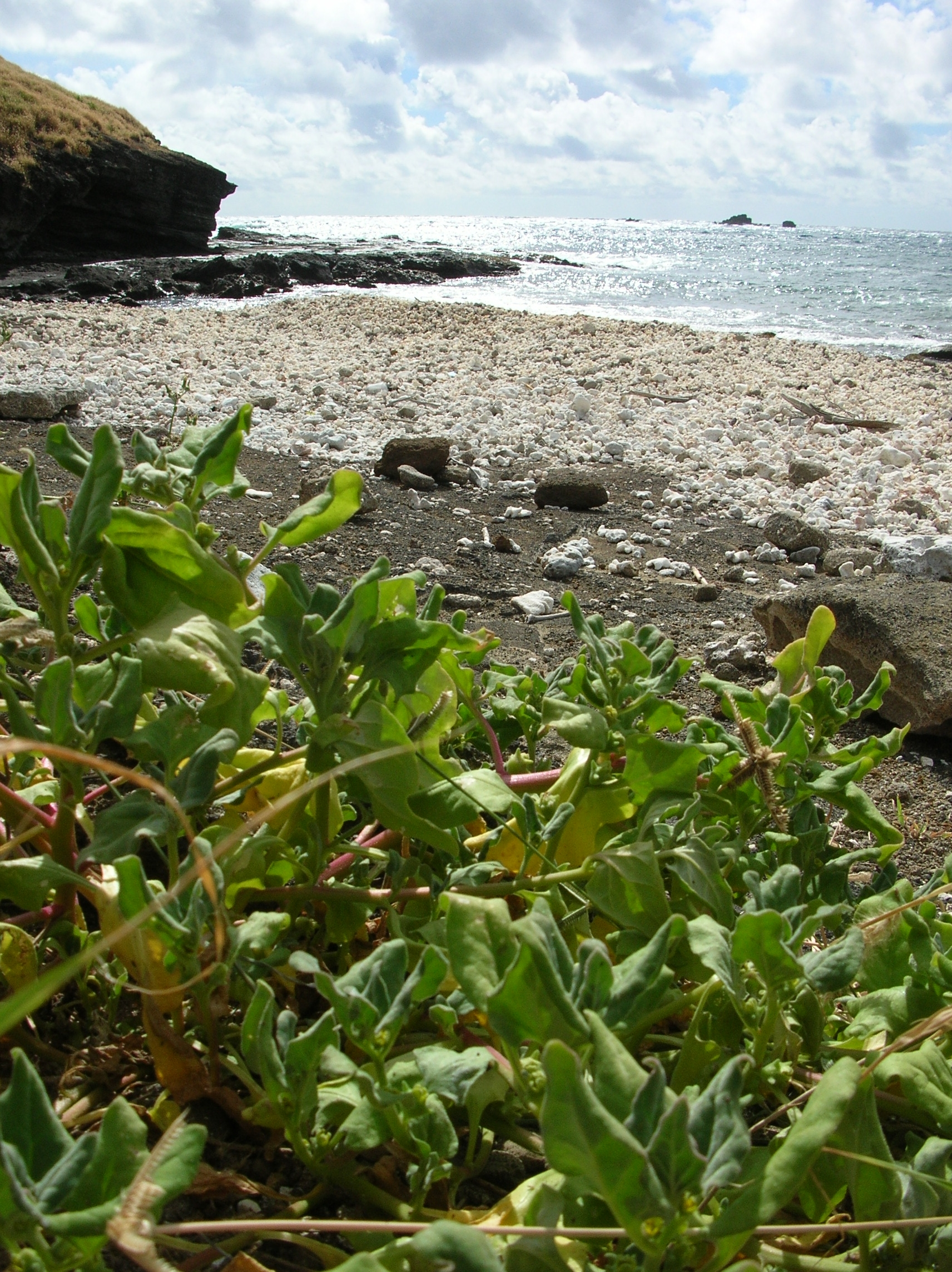
Typischer Standort

Tetragonia tetragonoides ist an den Rändern von Salzmarschen und geschützten Orten an den Küsten Süd- und Westaustraliens, Neuseelands und Tasmaniens heimisch. Tetragonia tetragonoides gedeiht gut auf salzhaltigen Böden.
In Japan und Südamerika wurde sie als Kulturpflanze eingeführt. Nach Europa gelangte die Pflanze Ende des 18. Jahrhunderts. Joseph Banks brachte sie in die Kew Gardens. Von dort verbreitete sie sich in Europa. Die Pflanze wird in Deutschland als Blattgemüse in Kleingärten angebaut.
Der Neuseeländer Spinat ist ein Neophyt in den USA, Mexiko, Brasilien, Argentinien, Chile, Uruguay, Südafrika, Portugal, Spanien und Italien.

## Systematik
Die Art wurde 1781 durch Peter Simon Pallas als Demidovia tetragonoides erstbeschrieben. Carl Ernst Otto Kuntze stellte sie 1891 in die Gattung Tetragonia. Dabei unterlief ihm ein Schreibfehler. Er schrieb sowohl das Basionym, mit Demidovia tetragoniodes, als auch den neuen Artnamen, Tetragonia tetragoniodes, falsch.

## Nutzung
Die jungen Triebspitzen werden ähnlich wie Spinat verwendet, haben aber einen intensiveren Geschmack. Sie können roh und gekocht genutzt werden.
James Cook bemerkte auf seiner Reise mit der Endeavour, dass die Pflanze von den Māori gelegentlich als Blattgemüse genutzt wurde und ließ die Blätter als Mittel gegen Skorbut sammeln, kochen und einsäuern.
Es gibt Hinweise, dass die Māori die von ihnen kōkihi genannte Pflanzenart öfter aßen und zusammen mit den Wurzeln von Winden (pōhue) kochten.